# Бакиев, Курманбек Салиевич
Курманбе́к Сали́евич Баки́ев (кирг. Курманбек Салы уулу Бакиев; род. 1 августа 1949, Масадан, Джалал-Абадская область, Киргизская ССР, СССР) — киргизский политический и государственный деятель, лидер политического блока «Народное движение Кыргызстана» (2004—2005), премьер-министр Кыргызстана (2000—2002 и 2005). Президент Киргизской Республики с 2005 по 2010 год, пришёл к власти на волне «тюльпановой революции» против правительства Аскара Акаева. В 2009 году переизбран на должность президента Кыргызстана. В ходе революции 7—15 апреля 2010 года был свергнут оппозицией и покинул страну, находится в политической эмиграции в Беларуси.

## Биография

### Трудовая деятельность
Является выходцем из рода тейит, который относится к ветви ичкилик. Его отец Сали Бакиев был председателем колхоза, в семье было семеро сыновей. Трудовую деятельность Бакиев начал в 1970 году дозатором II разряда завода им. Масленникова в Куйбышеве, затем в 1971 году — грузчиком рыбокомбината. С 1974 по 1976 годы проходил службу в рядах Советской Армии. После окончания службы Курманбек вернулся в Куйбышев, где начал работать автоматчиком III разряда, а затем электромехаником V разряда, инженером-электриком ИВЦ завода имени Масленникова. В 1978 году Курманбек Бакиев окончил факультет автоматики и измерительной техники Куйбышевского политехнического института, по специальности ЭВМ. В 1979 году Курманбек Бакиев переехал в Джалал-Абад, где был назначен на должность старшего инженера завода штепсельных разъёмов, затем до 1983 года — начальником ИВЦ завода штепсельных разъёмов «ШР», а в 1985 году Бакиев стал директором завода «Профиль» Министерства электронной промышленности СССР в городе Кок-Жангак.

### Начало политической карьеры
В 1990 году стал первым секретарём Кок-Жангакского горкома КПСС, затем председателем городского Совета народных депутатов. С 1991 по 1992 годы он занимал должность заместителя председателя Джалал-Абадского областного Совета народных депутатов. В 1992 году Бакиев был назначен главой государственной администрации Тогуз-Тороузского района Джалал-Абадской области, а в 1994 году — заместителем председателя Фонда государственного имущества Кыргызстана. В 1995—1997 годах он являлся акимом (губернатором) Джалал-Абадской областной государственной администрации, а с 1997 по 2000 годы возглавлял Чуйскую областную государственную администрацию.

### Премьерство
21 декабря 2000 года назначен премьер-министром Кыргызстана. В феврале 2001 года он подписал с премьер-министром Узбекистана Уткиром Султановым секретный «Меморандум об урегулировании правовых основ делимитации государственной границы между Киргизской Республикой и Республикой Узбекистан», согласно которому предусматривается соединение узбекского анклава Сох, находящегося на территории Кыргызстана и населённого узбеками и таджиками, с Риштанским районом Узбекистана «вдоль реки Сох в обход киргизских населённых пунктов с адекватной компенсацией в пользу Кыргызстана».
5 января 2002 года в Джалал-Абаде был арестован председатель парламентского комитета по судебно-правовым вопросам Азимбек Бекназаров по обвинению в превышении служебных полномочий в бытность им районным следователем в Токтогуле. 17 марта 2002 году жители Аксийского района начали протестовать против передачи части киргизских территорий (90 тыс. га) Китаю. Непосредственным поводом к волнениям стал и арест земляка аксыйцев властями киргизского депутата Азимбека Бекназарова. В связи с чем, по пути в районный центр, в селе Боспиек мирные демонстранты были расстреляны милиционерами. Жертвами применения огнестрельного оружия стали шесть человек. После Тюльпановой революции погибшие посмертно были награждены медалью «Эрдик» («Мужество»). Однако эти события вызвали череду массовых выступлений оппозиции. 22 мая председатель госкомиссии, первый вице-премьер Николай Танаев выступил на заседании Совбеза, указав виновникам трагедии государственных служащих. В тот же день Курманбек Бакиев, присутствовавший на заседании совбеза, а также глава администрации президента Аманбек Карыпкулов и министр внутренних дел Темирбек Акматалиев подали прошения об отставке, которые были приняты президентом. И. о. премьер-министра был назначен первый вице-премьер Николай Танаев.

### Дальнейшая карьера
В октябре 2002 года Бакиев был избран депутатом Жогорку Кенеша (собрания народных представителей) Киргизской Республики по Ала-Букинскому избирательному округу № 15. В феврале 2003 года Бакиев вошёл в состав центристской депутатской группы «Регионы Кыргызстана». С 2004 года — председатель Центрального Совета Объединения политических сил «Народное движение Кыргызстана». В 2005 году снова назначен премьер-министром Кыргызстана.

### Тюльпановая революция
В 2005 году прошли массовые выступления оппозиции с требованиями отставки президента Кыргызстана Аскара Акаева. Эти события получили название «Тюльпановая революция». 24 марта 2005 года Аскар Акаев был вынужден уехать из страны (в целях собственной безопасности).
Премьер-министр Курманбек Бакиев временно исполнял обязанности главы государства до внеочередных президентских выборов. Основными кандидатами считались сам Бакиев и лидер оппозиции Феликс Кулов. Но Кулов снял свою кандидатуру в пользу Бакиева в обмен на обещание того назначить Кулова премьер-министром в случае победы. На выборах Бакиев одержал убедительную победу.

## Президент Кыргызстана

### Парламентский кризис 2006 года
Став президентом, Бакиев назначил на высшие посты некоторых лидеров оппозиции, участвовавших в «Тюльпановой революции». Премьер-министром стал Феликс Кулов. Однако в скором времени между премьером и президентом отношения охладились. 26 января 2006 года Кулов потребовал увольнения председателя Службы национальной безопасности Таштемира Айтбаева, обвиняя его в «потворстве криминалу». На сторону Кулова встали депутаты парламента Кыргызстана, которые тоже рекомендовали президенту Бакиеву освободить Айтбаева от должности.
3 февраля Бакиев выступил в парламенте с резкой критикой работы депутатов, обвинив их в нагнетании политической напряжённости, а Феликса Кулова — в потворствовании этому процессу и истерии вокруг так называемой криминализации власти. В феврале 2006 года администрация президента настояла на отставке председателя киргизского парламента Омурбека Текебаева, вошедшего в конфликт с Бакиевым. После трёхнедельного противостояния в парламенте Текебаев подал в отставку. 29 января 2007 года в отставку был отправлен и премьер Кулов.

### Новая конституция и парламентские выборы
Сделав выводы из конфликта с парламентом и премьером, 9 февраля 2007 года Бакиев заявил о намерении внести поправки в конституцию Кыргызстана. Были предложены следующие изменения:
- ликвидация поста премьер-министра; функции глав государства и правительства будут исполняться одним лицом;
- парламент должен быть сформирован на две трети из депутатов от партий, а на одну треть — из депутатов от территориальных округов.

21 октября 2007 года в Кыргызстане прошёл референдум по новой редакции конституции, за которую проголосовало 76,1 % избирателей. На следующий день Бакиев подписал указ о роспуске парламента. В указе было сказано, что парламент «своими действиями и решениями создал кризис, вызванный непреодолимыми противоречиями между парламентом, представляющим законодательную ветвь власти и Конституционным судом Киргизской Республики, представляющим судебную ветвь власти». В прямом эфире национального телевидения, президент Кыргызстана сказал:
Парламент считал для себя более важным борьбу за расширение собственных полномочий. Вмешательство в работу других ветвей власти приобрело массовый и недопустимый характер. Дело доходило до попыток парламентского переворота.
Осенью 2007 года была создана пропрезидентская партия «Ак-Жол» («Светлый Путь»). На выборах в парламент 16 декабря 2007 года «Ак-Жол», по подсчётам ЦИК Кыргызстана, получила максимальное количество мест. При этом мандатов были лишены все оппозиционные партии, такие, как «Ата-Мекен». Многие международные наблюдатели обвиняли ЦИК Кыргызстана в подтасовке результатов.

### Внешняя политика

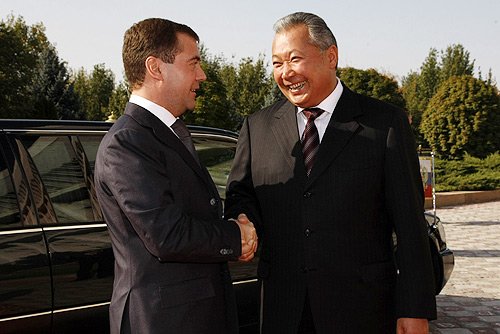
Курманбек Бакиев и Дмитрий Медведев. Бишкек, 2008 год.

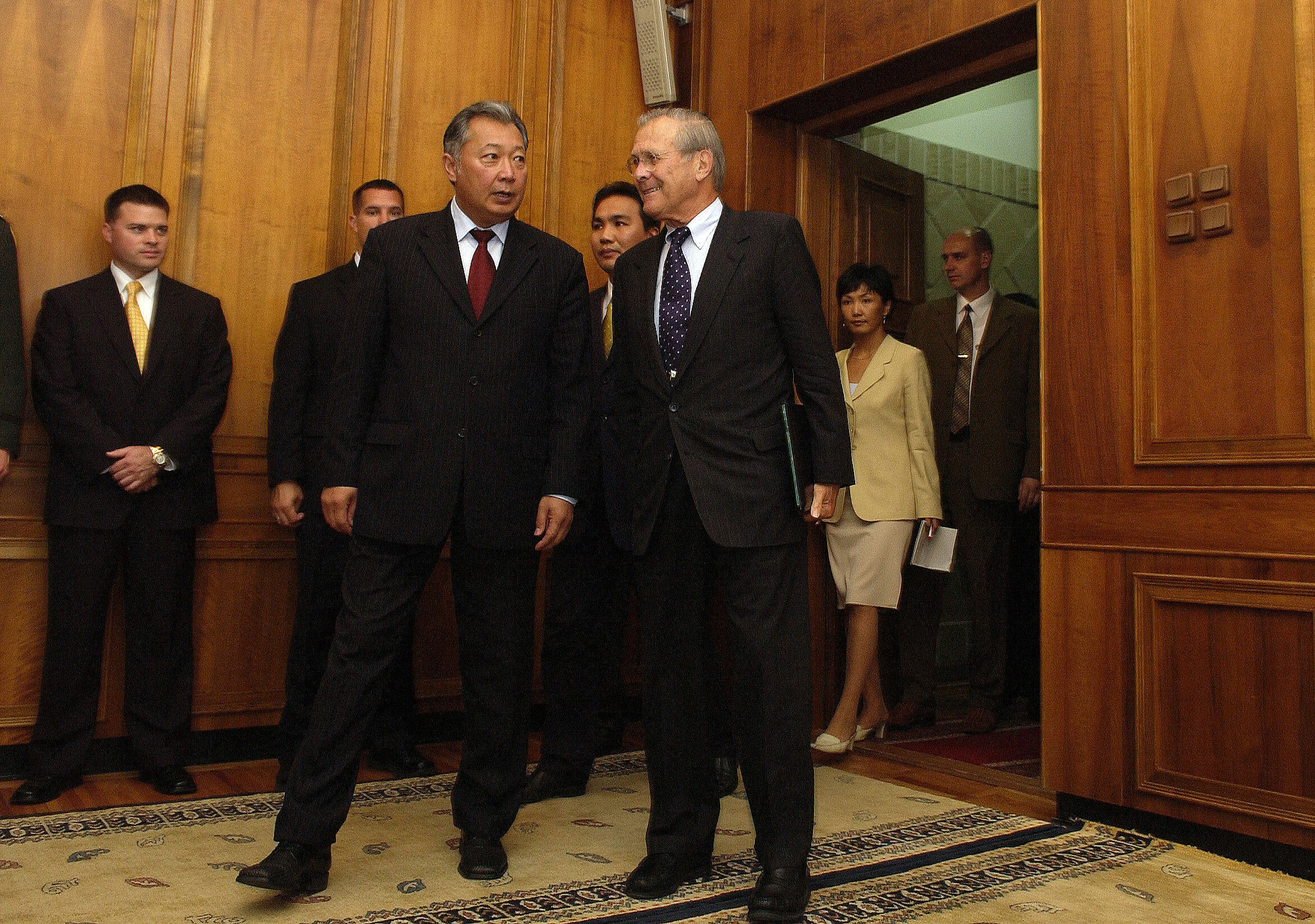
Бакиев с главой Пентагона Дональдом Рамсфельдом

Во внешней политике Бакиев лавировал между США, Россией и Китаем. На встрече с руководством России в 2009 году Бакиев обещал президенту Медведеву закрыть американскую военную базу в аэропорту Манас. В ответ Россия обещала выделить Кыргызстану кредит в размере 1,7 миллиарда долларов США. 19 февраля 2009 г. киргизский парламент проголосовал за закрытие базы. Однако уже 22 июня того же года Бакиев договорился с руководством США о перепрофилировании базы Манас в «Центр транзитных перевозок» с фактическим продлением Пентагоном её аренды. Этот манёвр вызвал серьёзное охлаждение в отношениях России и Кыргызстана. В русскоязычных СМИ стали всё чаще появляться критические и разоблачительные материалы, направленные против Бакиева.

### Кадровая политика
Кадровая политика президента Бакиева вызывала особую критику в Кыргызстане. Бакиев часто назначал на высшие государственные посты своих родственников, а также людей с преступным прошлым.
В апреле 2006 года уголовный авторитет Кыргызстана Рысбек Акматбаев провёл митинг на главной площади Бишкека с требованием предоставить ему кресло депутата парламента. Президент Бакиев вышел к нему и обещал разобраться в этом деле. Через день дело рассмотрел Верховный Суд Кыргызстана и вынес положительный вердикт. Это в свою очередь вызвало возмущение оппозиции. Оппоненты президента утверждают, что в организации Тюльпановой революции и возвышении Бакиева принимали участие лидеры организованной преступности. С этим якобы связан и инцидент с Акматбаевым, и отказ от отставки руководителя госбезопасности Айтбаева, обвинявшегося в связях с мафией.
Ещё до назначения на пост президента братья Бакиева занимали ряд должностей в органах местной и государственной власти. Так, Каныбек Бакиев возглавлял сельскую управу в Сузакском районе, а второй по старшинству брат — Жусуп Бакиев являлся председателем Джалал-Абадского городского совета депутатов, затем он стал президентом Республиканского фонда при министерстве экологии и чрезвычайной ситуации. Также осенью 2005 года Курманбек Бакиев назначил своего старшего сына — Марата — на должность посла Кыргызстана в Германии. 2 марта 2006 года другой брат Курманбека Бакиева — Жаныш — был назначен заместителем председателя службы национальной безопасности. Во время «Тюльпановой революции» он руководил действиями восставших на юге страны, а после свержения Аскара Акаева занял пост руководителя УВД Джалал-Абадской области.
Осенью 2009 года Курманбеком Бакиевым было сформировано Центральное Агентство по развитию, инновациям и инвестициям, которое возглавил его сын Максим Бакиев. Тогда же правительством в два раза увеличены тарифы на коммунальные услуги (электроэнергия, теплоснабжение). В январе 2010 года был установлен налог на сотовые переговоры (2 цента с каждого звонка). Как утверждает оппозиция, данный налог направлялся напрямую на счета ОАО «АзияУниверсалБанк», принадлежащие Максиму Бакиеву, который таким образом овладел средствами в размере 5 миллионов долларов США.

### Президентские выборы
23 июля 2009 года в Кыргызстане были проведены президентские выборы. Действующий президент Курманбек Бакиев получил около 77 % голосов избирателей при явке в 80 %. Наблюдатели снова подвергли сомнению справедливость этих выборов. 2 августа 2009 года прошла инаугурация, на которой Бакиев вступил в должность президента Кыргызстана на второй срок — 2009—2014 годы.

### Свержение и эмиграция

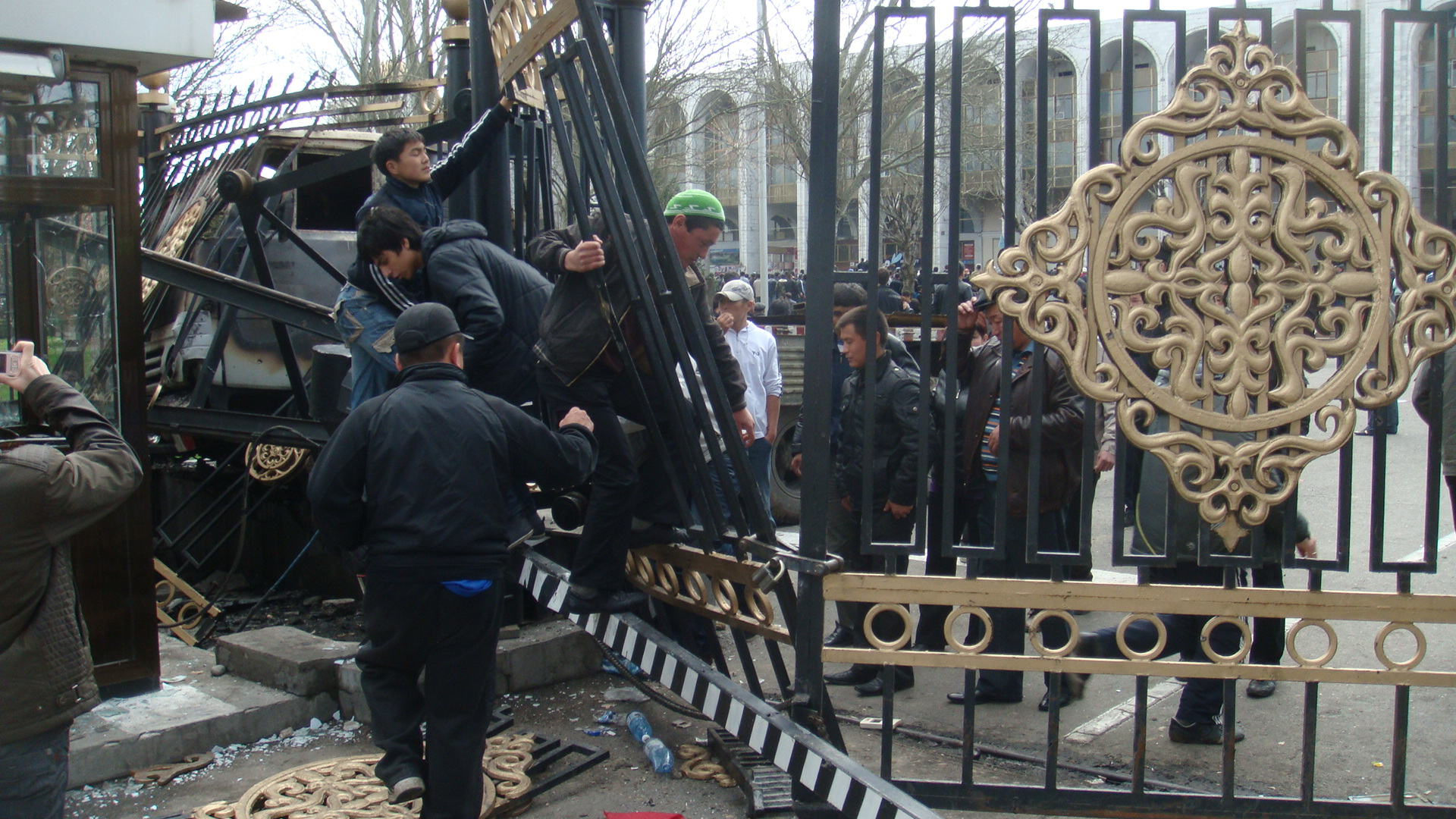
Восставшие штурмуют здание Жогорку Кенеша в Бишкеке. 2010 год

В 2010 году произошли массовые выступления оппозиции с требованиями отставки Бакиева. Столкновения оппозиционеров с МВД 7 апреля 2010 года переросли в вооружённую революцию, в ходе которой сторонники оппозиции захватили столицу Бишкек и основные административные здания. Бакиев бежал из столицы в Джалал-Абадскую область.
8 апреля Бакиев выступил с обращением. Он отказался уходить в отставку, хотя и признал, что не контролирует положения в стране. Он заявил о заинтересованности внешних сил в дестабилизации обстановки в Кыргызстане, однако не указал конкретно, какую страну он имел в виду. Он призвал ввести в Кыргызстан миротворцев ООН. Бакиев заявил, что он рассматривает вопрос о переносе столицы Кыргызстана из Бишкека в один из городов юга страны, где он пользуется поддержкой со стороны членов своей семьи (Джалал-Абад или Ош).
В ответ временное правительство, сформированное оппозицией, пригрозило привлечь Бакиева к уголовной ответственности за злоупотребления в период его нахождения у власти. Позже временное правительство сняло с Бакиева неприкосновенность и пригрозило послать спецназ задержать его. Руководитель Аппарата главы временного правительства Кыргызстана Эдиль Байсалов заявил, что Курманбек Бакиев как президент обладает иммунитетом и неприкосновенностью, однако некоторым членам его семьи придётся ответить по закону за ряд серьёзных преступлений. Байсалов также отметил, что всем известно, где находится Бакиев и его семья, — санкция на арест братьев уже выдана, «но силу пока никто не применяет, чтобы избежать новых жертв».

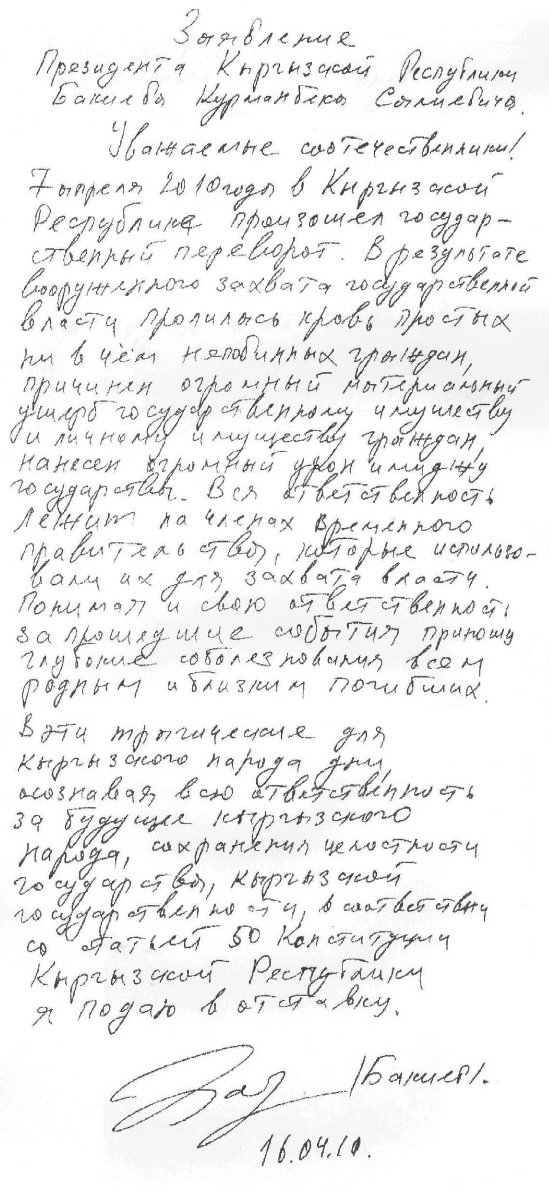
Заявление об отставке Бакиева

13 апреля Курманбек Бакиев заявил, что уйдёт в отставку, если временное правительство обеспечит безопасность ему и его семье. Он пригласил главу Временного правительства Розу Отунбаеву на переговоры в Джалал-Абад и со своей стороны, пообещал ей безопасность.
15 апреля в Джалал-Абаде прошли переговоры между лидерами оппозиции и Бакиевым. Под давлением оппозиции Бакиев согласился подписать прошение об отставке в обмен на гарантии безопасности. В тот же день он покинул Кыргызстан и вылетел в казахстанский город Тараз, а 16 апреля, находясь в Казахстане, подписал заявление о своей отставке с поста Президента Кыргызстана. Временное правительство объявило о завершении конфликта.
C 19 апреля Курманбек Бакиев находится в Белоруссии, где президент Александр Лукашенко предоставил ему политическое убежище.
21 апреля в Белоруссии Курманбек Бакиев в здании исполкома СНГ выступил с заявлением, в котором назвал временное правительство оппозиции «бандой самозванцев» и отказался признать свою ранее объявленную отставку:
«Я не признаю свою отставку. Почему — объясню позже. Девять месяцев тому назад народ Кыргызстана избрал меня президентом, и я присягнул служить ему. Нет силы, которая заставит меня отказаться от моей клятвы. Только смерть остановит меня. Я, Курманбек Бакиев, законно избранный президент Кыргызстана, признанный мировым сообществом».
23 апреля в Белоруссии Бакиев поделился с журналистами своим видением ситуации в Кыргызстане и заявил, что остаётся официальным президентом, поскольку заявление об отставке было им написано под давлением и угрозой жизни его родственников. Бакиев заявил, что юридически остаётся президентом, так как по Конституции Кыргызстана отставка президента должна быть дополнительно утверждена (либо не утверждена) Парламентом, который в настоящее время разогнан лицами, захватившими власть.
27 апреля Временное правительство Кыргызстана приняло декрет об отрешении от власти президента Курманбека Бакиева и лишении его президентской неприкосновенности.
6 мая Генпрокуратура Кыргызстана направила в Республику Беларусь запрос об экстрадиции Бакиева. Генеральная прокуратура Белоруссии приняла решение отказать в экстрадиции.
8 февраля 2012 года в белорусских СМИ появилась информация о том, что Бакиев получил белорусское гражданство и приобрёл недвижимость на окраине Минска.
12 февраля 2013 года в Кыргызстане признан виновным в преступлении, предусмотренным статьёй «злоупотребление служебным положением», и заочно приговорён к 24 годам колонии усиленного режима.
5 апреля 2014 года Курманбек Бакиев был заочно приговорён к 25 годам лишения свободы за организацию покушения на жизнь британского бизнесмена Шона Дэйли. Данный вердикт вынес Первомайский районный суд Бишкека.
В июле 2021 года Бакиев был объявлен в розыск — его обвиняют в коррупции при разработке золоторудного месторождения Кумтор.

## Личная жизнь

### Семья
Со своей женой Татьяной Васильевной, русской по национальности, Бакиев познакомился в Самаре, где он учился. Какое-то время она возглавляла чуйское областное отделение фонда «Мээрим». В одном из интервью Татьяна Бакиева рассказала о том, как отнеслись родители к их отношениям:
Если скажу, что они обрадовались, это будет неправда. Моя мама мне говорила: «Боже мой, центр России, полуторамиллионный город, кругом одни русские, ну откуда взялся этот киргиз?!» Говорила, пока не увидела Курманбека… Наверное, точно так же думали и родители Курманбека Салиевича, что, мол, эта русская заморочила нашему парню голову… Возможно, и его мать, пока меня не узнала, хотела, чтобы у Курманбека, самого старшего из семи сыновей, жена была киргизкой. Ну а когда мы все познакомились, у нас сложились замечательные отношения. Мои родители вообще были очень добрыми и мягкими людьми. Уже после смерти отца я узнала, что когда молодой мой супруг шёл на занятия в институт, папа тихонько интересовался: „У тебя есть деньги?“ – и тайком от меня совал их ему в карман. Отец понимал его, как мужчина мужчину, осознавал, что он в сущности такое же дитя, как и я. И Курманбек Салиевич моего отца обожал.
От этого брака родились сыновья Марат и Максим Бакиев.
От второй (гражданской) жены (умерла в 2023 году) Курманбек Бакиев имеет сына 2005 года рождения и дочь 2000 года рождения. 19 апреля 2010 года со второй женой и двумя малолетними детьми выехал за пределы Кыргызстана — в Белоруссию.
Братья Каныбек, Жусуп, Марат и Жаныш Бакиевы занимали ряд государственных постов. Остальные братья — Ахмат и Адыл Бакиевы были заняты в бизнесе.
Курманбек Бакиев владеет киргизским, русским, белорусским и узбекским языками.

## Награды
- Орден Олимпийского Совета Азии (2009);
- Орден «Содружество»;
- Орден Дружбы народов (Белоруссия, 2014)[47];
- Золотая медаль «Гейдар Алиев» (Общество чеченско-азербайджанской дружбы и сотрудничества)[48].